# Anu-branco
Anu-branco (nome científico: Guira guira) é uma espécie de ave da família dos cuculídeos que ocorre na América do Sul. É a única espécie do gênero Guira.

## Etimologia
Anu deriva do termo tupi anu ou anũ. "Guirá-acangatara" vem do tupi wi'rá akãnga'tara, que significa "ave de cocar". "Quiriru" vem do tupi kiri'ru.
Também é popularmente chamado de rabo-de-palha, alma-de-gato (a ave Piaya cayana também é chamada assim), anu-do-campo, anum-do-campo, pelincho, guirá-acangatara, piló, piriguá e piririta.
O nome anu-branco foi selecionado como nome vernáculo técnico para a espécie Guira guira pelo Comitê Brasileiro de Registros Ornitológicos (CBRO) em 2021.

## Descrição
O adulto do anu-branco apresenta coloração creme com uma crista alaranjada, pele facial nua amarela, bico forte e curvo alaranjado. O dorso e as coberteiras das asas são finamente estriados, as penas são escuras apresentando as bordas claras. A cauda é graduada, longa e apresenta rectrizes. A garganta, peito e ventre são pálidos com finas estrias escuras na garganta e no peito.
O canto do pássaro é marcante por ser longo e estridente, similar a um longo assobio.

## Ecologia

### Distribuição
É uma ave gregária encontrada amplamente em habitats abertos e semiabertos do nordeste, leste e sul do Brasil, Uruguai, Paraguai, Bolívia e nordeste da Argentina, desde o nível do mar até 1.250 m de altitude.

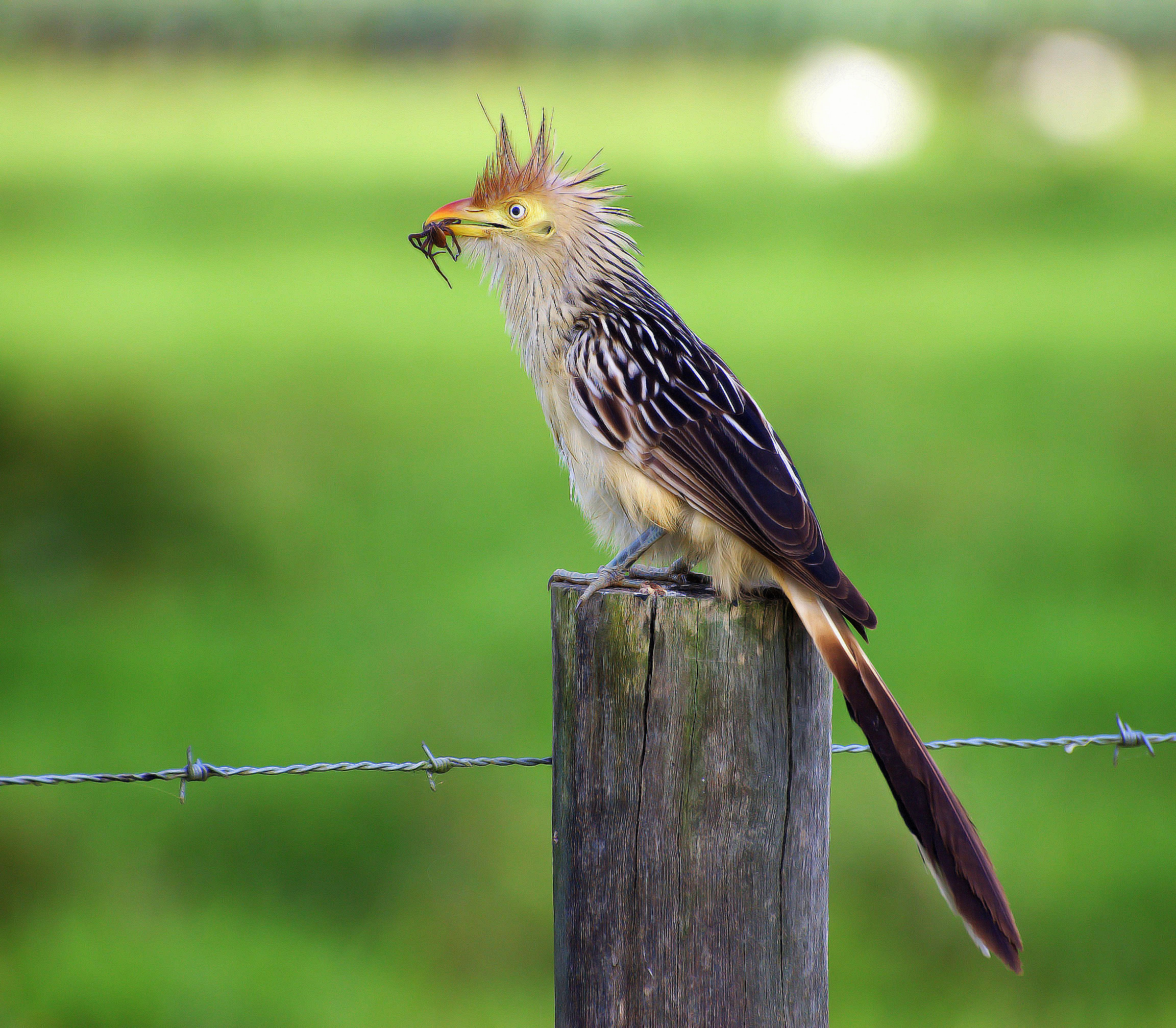
Anu-branco se alimentando de um artrópode

### Alimentação
O anu-branco é um predador oportunista, coletando pequenas presas no chão ou procurando-as entre os galhos. Alimenta-se de minhocas, insetos e outros artrópodes, girinos e sapos, ovos, pequenos pássaros e pequenos mamíferos como camundongos. Em épocas de escassez de artrópodes, alimenta-se de frutas, bagas, coquinhos e sementes de forma alternativa.

### Reprodução
A reprodução do anu branco caracteriza-se podendo ser individual ou comunitária (quando duas ou mais fêmeas utilizam o mesmo ninho para a reprodução) e estão em áreas de vegetação aberta, como os cerrados e os campos, ou em áreas que apresentam perturbações antrópicas. A época de reprodução, comumente, acontece no início de março até o final de julho, em períodos chuvosos. Os grupos das aves podem aninhar em uma única estação até cinco vezes, sendo aos pares ou em conjuntos de no máximo 13 indivíduos. Através das técnicas de “DNA fingerprinting”, é possível encontrar prole de vários indivíduos do grupo em uma ninhada, além disso, pode ter a presença de comportamentos de poliandria como poliginia entre os próprios participantes do processo reprodutivo.

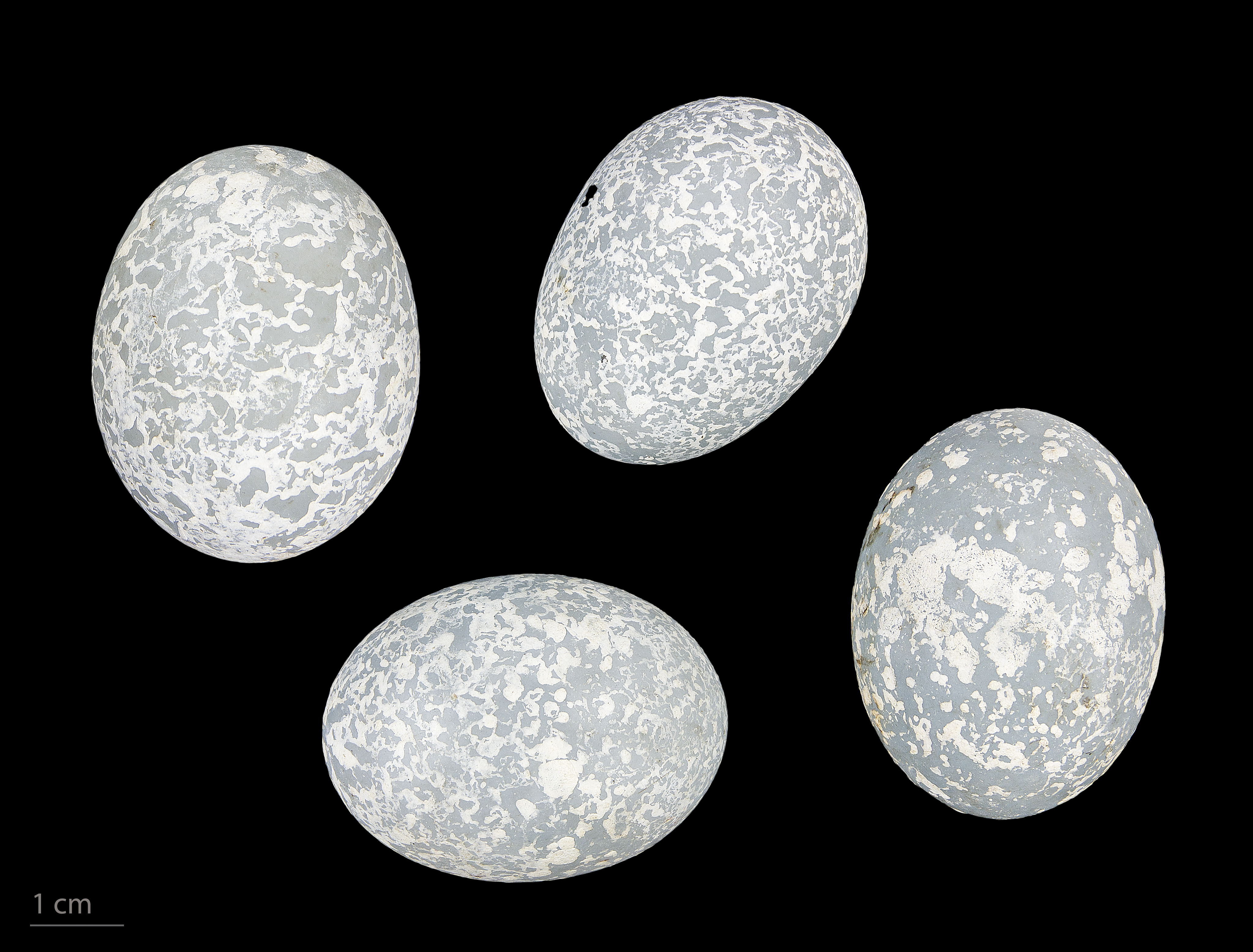
Ovos de anu-branco no Museu de Toulouse (França)

O ninho é construído em forquilhas de árvores a cinco metros do solo. Põe de quatro a sete ovos de cor verde-marinho com uma camada calcária de alto relevo. O ovo tem de 17 a 25% do peso da fêmea. Fazem ninhos individuais ou coletivos, neste último, sendo encontrados até vinte ovos. Os filhotes abandonam o ninho antes de voar e são alimentados por algumas semanas mais. A competição entre os filhotes é grande, a mortalidade é significativa.
Estes hábitos reprodutivos são semelhantes aos do anu-preto.

### Hábitos
Anda muito no solo, em bandos de seis a doze indivíduos, ao lado de outras aves, como sabiá-do-campo, anu-preto e pica-pau-do-campo.